# قوشتبه (قرغيزستان)
قوشتبه هي قرية في مقاطعة نوكث في منطقة أوش في قيرغيزستان.